# Ортонормированная система
Ортонорми́рованная система — ортогональная система, у которой каждый элемент системы имеет единичную норму.

## Определение
Для любых элементов этой системы {\displaystyle \varphi _{i},\varphi _{j}} скалярное произведение {\displaystyle (\varphi _{i},\varphi _{j})=\delta _{ij}}, где {\displaystyle \delta _{ij}} — символ Кронекера:
{\displaystyle \delta _{ij}=\left\{{\begin{matrix}1,&i=j\\0,&i\neq j\end{matrix}}\right.}
Ортонормированная система в случае её полноты может быть использована в качестве базиса пространства. При этом разложение любого элемента {\displaystyle {\vec {a}}} может быть вычислено по формулам:
{\displaystyle {\vec {a}}=\sum _{k}\alpha _{i}\varphi _{i}}, где {\displaystyle \alpha _{i}=({\vec {a}},\varphi _{i})}.

## Примеры
- В конечномерном пространстве {\displaystyle R^{n}} ортонормированной системой будет набор векторов:

{\displaystyle e_{1}=(1,0,\dots ,0),e_{2}=(0,1,0,\dots ,0),\dots ,e_{n}=(0,0,\dots ,0,1)}.
- В пространстве {\displaystyle L^{2}[0,l]} ортонормированной системой будет множество функций:

{\displaystyle \varphi _{k}(x)={\sqrt {\frac {2}{l}}}\sin k{\frac {\pi }{l}}x}.
Более того, эта система функций также будет ортонормированным базисом в пространстве {\displaystyle L^{2}[0,l]}.
- В пространстве {\displaystyle L^{2}[0,1]} система функций Радемахера является ортонормированной.

## Ортогонализация
По любой линейно независимой системе можно построить ортонормированную систему, применив процесс ортогонализации Грама-Шмидта.